# Florida Cracker Horse

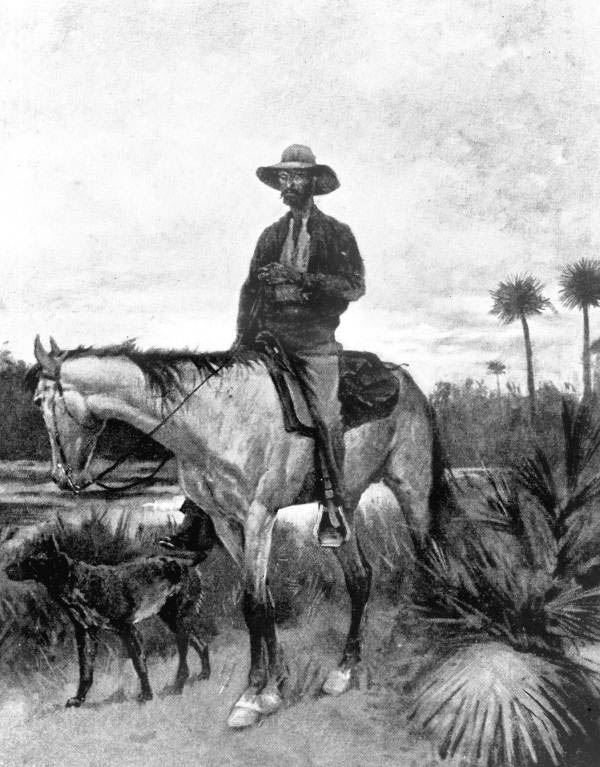

Florida Cracker Horse, nazywana też Florida Horse, Florida Cow Pony, Grass Gut, Chickasaw Pony, Seminole Pony, Praire Pony – rasa konia pochodząca z Florydy.

## Użytkowanie
Koń ten został wyhodowany jako koń roboczy do pracy pod siodłem przy stosunkowo lekkim bydle, sporadycznie ciągnął również wozy. Później jednak zaczęto go wykorzystywać jako wierzchowca rekreacyjnego, dobrze nadającego się do długodystansowych rajdów i trekkingów w siodle. Florida Horse nie jest odpowiednim koniem do ujeżdżenia ani do wyścigów. Jest za to nieraz wykorzystywany w dyscyplinach w stylu western: working cow horse (konkurencja zgodna z jego pierwotnym przeznaczeniem), team roping i team pening.
Tą rasę cechują dwa dodatkowe, wyjątkowe chody: running walk (regularny, czterotaktowy, szybki stęp, w którym tylna kończyna ląduje 60 cm przed przednią), amble (wolny, również czterotaktowy stęp).

## Temperament
Florida Cracker Horse to energiczny, pełen wigoru wierzchowiec przyzwyczajony do ciężkiej pracy. Łagodny, spolegliwy, przywiązuje się do człowieka.

## Budowa, eksterier
Wysokość w kłębie tego konia wynosi od 140 do 150 cm, a masa ciała od 350 do 450 kg. Maść może mieć dowolną, oprócz rozjaśnionych. Łopatki ma skośne; klatkę piersiową głęboką i szeroką; kłąb średnio zarysowany; grzbiet wklęsły; zad krótki, ścięty; nogi suche, prawidłowe; kopyta mocne, twarde; głowa jest średniej wielkości, szlachetna, o prostym lub lekko wypukłym profilu; osadzona na muskularnej szyi; oczy wyraziste, bystre.